# Turismo en Quebec

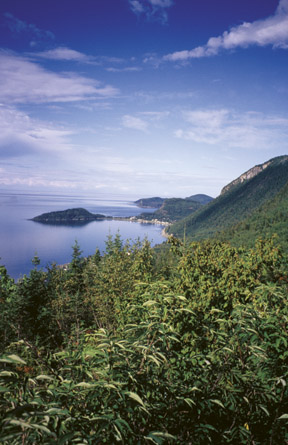
Paisaje en Quebec.

El turismo en Quebec representa el quinto producto de exportación en importancia de esta provincia. En total, 29 000 empresas están relacionadas con este sector. Estas empresas generan 130 000 empleos directos y 48 000 empleos indirectos. En 2006, Quebec recibió a 28 551 000 turistas, la mayoría provenientes de Estados Unidos, Francia, el Reino Unido, [], México y Japón.
Quebec se distingue de los otros destinos turísticos por su unicidad. Único debido a su herencia francesa, Quebec es una de las pocas tierras en América del Norte que ha preservado su cultura francófona. Por su lado europeo, su historia, su cultura y la calidez de sus habitantes, Quebec es un destino turístico de primera tanto a nivel nacional como a nivel internacional.

## Situación geográfica de Quebec

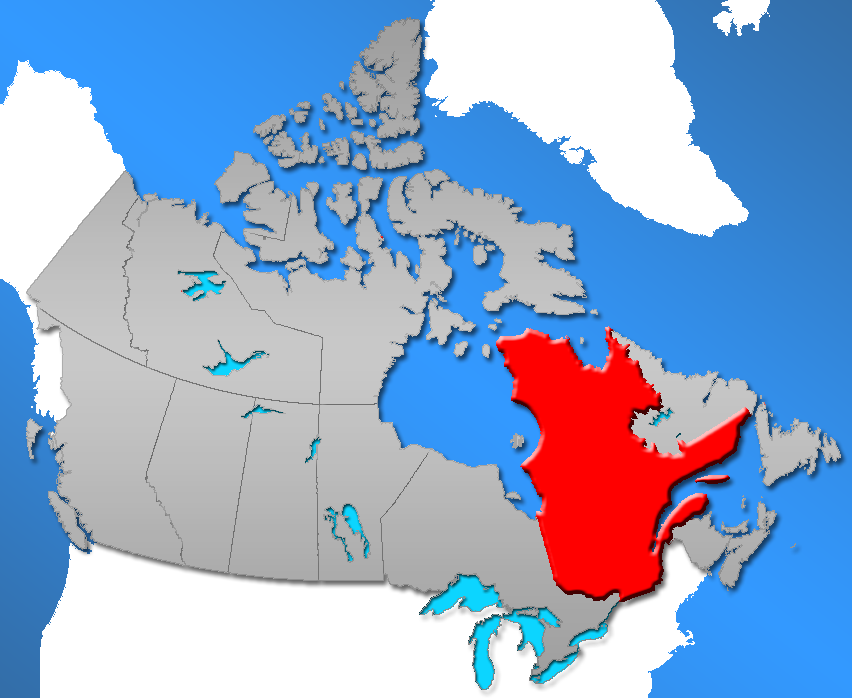
Situación geográfica de Quebec.

Quebec está situado al noreste del continente americano y ocupa una superficie de 1 667 926 km². Por ello, Quebec posee el título de la provincia de Canadá más grande, y su superficie es tres veces la de Francia. Quebec es vecino de Estados Unidos al sur y de Ontario al oeste. Una porción de más del 90 % de su territorio está formada por el Escudo Canadiense. Es por ello que la gran mayoría de la población se encuentra en las cercanías del río San Lorenzo en lo que se llama comúnmente las tierras bajas del San Lorenzo. Es bueno indicar que el relieve montañoso de los Apalaches ocupa la parte sur de Quebec.

## Cultura e idioma

### Idioma
Quebec ofrece una cultura única y distinta en América del Norte. En efecto, mayoritariamente francés por su idioma y su cultura, Quebec ha sabido preservar su herencia francófona en un territorio esencialmente anglófono. Así, 82% de los quebequenses tienen el francés como idioma materno, y 10 % el inglés. El 8 % restante es heterogéneo y tiene más de treinta idiomas como lengua materna, tal y como (en orden de importancia) italiano, español, árabe, chino y griego. Sin embargo, es muy fácil viajar en Quebec hablando únicamente inglés. De hecho, más del 40 % de la población es bilingüe. En las grandes ciudades como Montreal, este porcentaje se eleva a 64 %, y 16 % de esta misma población habla un tercer idioma.

### Cultura
Sabia mezcla de orígenes europeos y norteamericanos, Quebec se ha forjado una cultura y una personalidad a la vez únicas y originales. Los quebequenses disfrutan siempre los placeres de la mesa y les gusta la fiesta, lo que se ve principalmente en las numerosas celebraciones presentes en Quebec. A nivel cultural, Quebec desborda de creatividad en literatura, artes escénicas, pintura, escultura y artesanías. Así, numerosos talentos y numerosas empresas de Quebec son conocidos en el mundo entero, principalmente el Cirque du Soleil, Céline Dion, Jacques Villeneuve, etc.

## Regiones turísticas
Quebec está formado por 21 regiones turísticas distintas:
- Abitibi-Témiscamingue
- Baie-James
- Bas-Saint-Laurent
- Cantons-de-l'Est
- Centre-du-Québec
- Charlevoix
- Chaudière-Appalaches
- Duplessis
- Gaspesie
- Îles-de-la-Madeleine
- Lanaudière
- Laurentides
- Laval
- Manicouagan
- Mauricie
- Montérégie
- Montreal
- Nunavik
- Outaouais
- Quebec
- Saguenay-Lac-Saint-Jean

## Grandes Ciudades
Las tres ciudades más grandes de Quebec son Montreal, Quebec y Gatineau. 

## Las 4 maneras de descubrir Quebec
En Quebec, se le ofrecen cuatro experiencias turísticas, que agrupan cada una de ellas una amplia gama de actividades. 

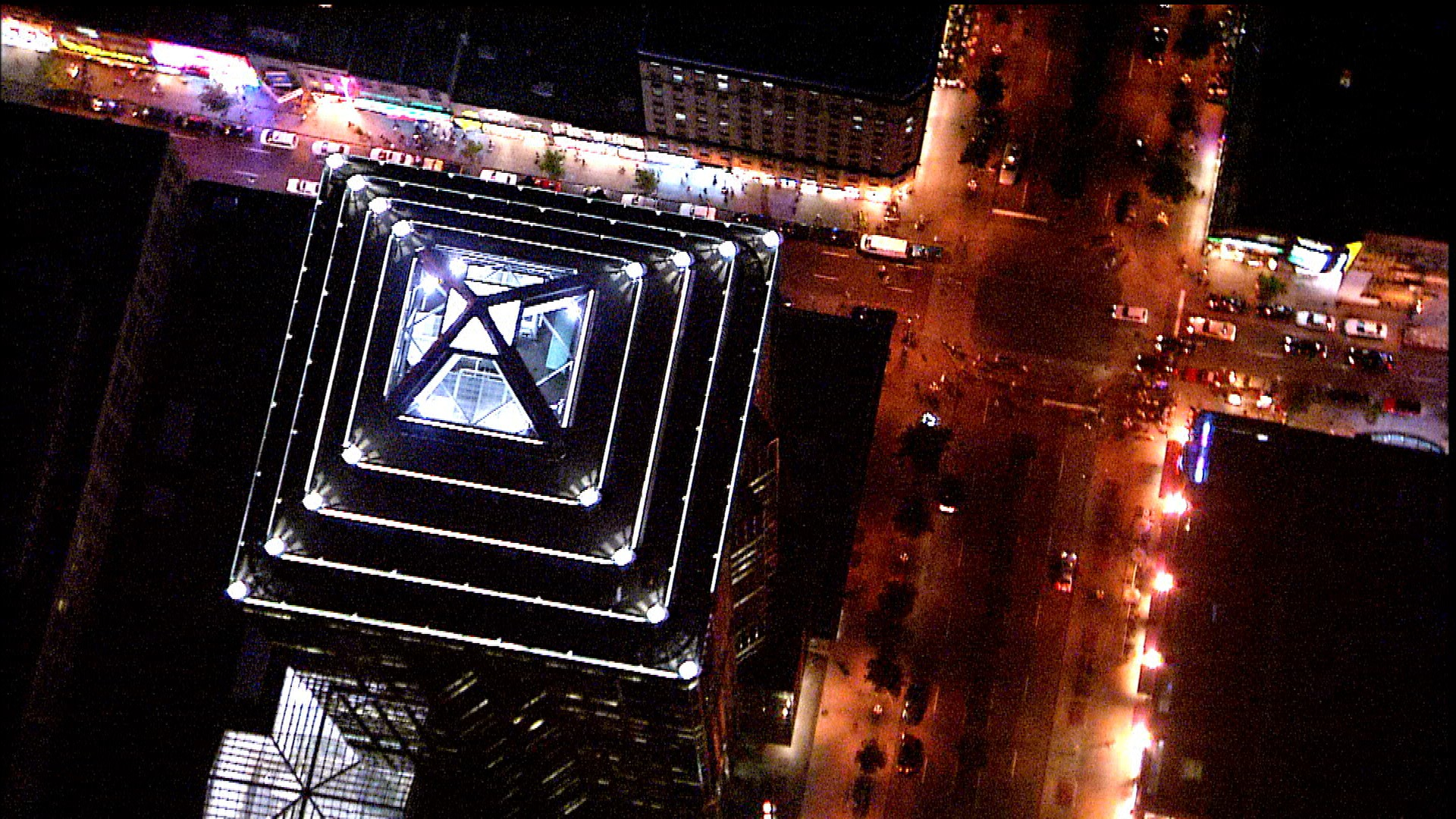
Calles del centro de la ciudad de Montreal, en Quebec.

### Experiencia ciudades
Montreal, la Ciudad de Quebec y Gatineau forman parte integral de la Experiencia ciudades en Quebec Archivado el 29 de septiembre de 2007 en Wayback Machine.. Combinando a la vez su lado europeo y la modernidad norteamericana, las grandes ciudades de Quebec encantan a los visitantes por su atmósfera vibrante, su energía y su carácter humano. La vida cultural está muy bien desarrollada con numerosos festivales, espectáculos y museos, encontrándose también hoteles y restaurantes de muy buena calidad. 

#### Ciudad de Quebec
Cada una de estas grandes ciudades hace descubrir a su manera una nueva faceta de Quebec. Así, la capital de Quebec es la única ciudad fortificada en América del Norte y posee un encanto típicamente europeo. Quebec, la más antigua ciudad francófona de América, ha sido además declarada sitio del patrimonio mundial por la Unesco en 1985 y celebrará en 2008 sus 400 años.

#### Montreal
Única metrópoli francófona en América del Norte, Montreal posee también el título de la segunda ciudad francófona después de París en cuanto a su población. Esta gran metrópoli de 3,4 millones de habitantes es un verdadero crisol de culturas del mundo entero con sus numerosos barrios como el Barrio chino, el Barrio latino, el Village gay , la Pequeña Italia, el Plateau Mont-Royal, el Barrio Internacional y el Viejo Montreal por solo nombrar algunos. Con su rico patrimonio arquitectónico, Montreal Archivado el 6 de julio de 2007 en Wayback Machine. brilla también por sus numerosas actividades culturales, deportivas y festivas.

#### Gatineau
Vecina de la capital canadiense de Ottawa, Gatineau ofrece una sabia mezcla de atractivos turísticos tanto naturales como urbanos. Efectivamente, allí se encuentran numerosas actividades culturales y de diversión como el Museo Canadiense de la Historia y el Casino du Lac Leamy. Para los adeptos a las actividades al aire libre, el Parque de la Gatineau propone numerosos senderos de interpretación, de excursionismo, de esquí de fondo y de bicicleta.

### Experiencia río San Lorenzo

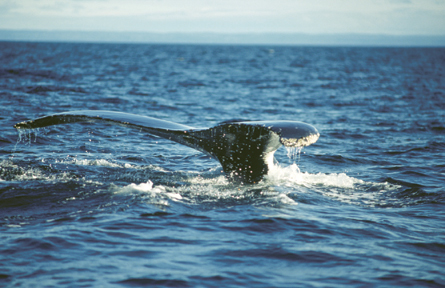
Cola de ballena en el río San Lorenzo, en Quebec.

El río San Lorenzo es uno de los grandes ríos del mundo y constituye una vía de acceso histórica hacia el centro de América. Sus 1 800 kilómetros están sembrados de antiguos pueblos costeros, islas, refugios de aves y de mamíferos marinos, faros y litorales campestres o escarpados. El río está considerado como una de las mayores vías navegables del mundo. Además, su estuario es conocido por su gran número de especies de mamíferos marinos, pájaros y peces que se encuentran allí durante todo el año. 
Río arriba en Montreal hasta la punta de Gaspesie, una carretera bordea cada una de las riberas del San Lorenzo y permite explorar un litoral algunas veces montañoso, algunas veces campestre, otras veces salvaje. En un determinado lugar, es posible explorar el rico fiordo del Saguenay.
El río San Lorenzo  (enlace roto disponible en Internet Archive; véase el historial, la primera versión y la última). se transforma en golfo que semeja un verdadero mar interior en 1 600 kilómetros. Es posible explorar el golfo del San Lorenzo en ferry, a vela, a remo o en barco de crucero. Por otra parte, la observación de ballenas es muy popular en Quebec, principalmente en Tadoussac.
De igual modo, numerosas islas y archipiélagos  (enlace roto disponible en Internet Archive; véase el historial, la primera versión y la última). con una fauna y una flora de gran riqueza se encuentran en el río. La Isla de Anticosti y las Îles-de-la-Madeleine se conocen también por las fascinantes leyendas que cuentan sus pobladores, leyendas que escucharon de marinos y pescadores que habitaron estos lugares o que viven aún en ellos.

## ¿Qué hacer?
Quebec ofrece un sinfín de actividades que van de los deportes y actividades al aire libre a las visitas de sitios culturales y naturales, pasando por las festividades y eventos. 

### Deportes y aire libre
En Quebec, es posible practicar, tanto en verano como en invierno, un vasto abanico de actividades deportivas y de actividades al aire libre  Archivado el 29 de septiembre de 2007 en Wayback Machine., unas más diversificadas que otras, principalmente:

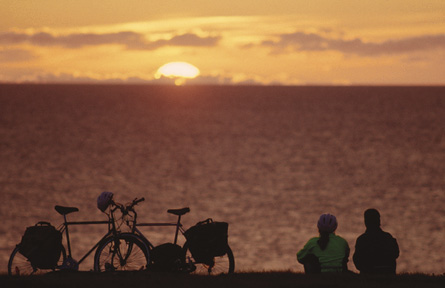
Cicloturismo en Quebec.

- Caza y pesca
- Golf
- Motonieve
- Observación de la fauna
- Visita de parques nacionales
- Actividades acuáticas
- Moto cuatro ruedas (VTT)
- Excursionismo pedestre
- Esquí
- Paseo en trineo de perros
- Bicicleta

### Sitios y atractivos
Quebec cuenta con varios sitios y atractivos.  (enlace roto disponible en Internet Archive; véase el historial, la primera versión y la última).
- Casinos: Quebec cuenta con 3 casinos: el de Montreal, el de Charlevoix y el de Lac-Leamy  Archivado el 29 de septiembre de 2007 en Wayback Machine.

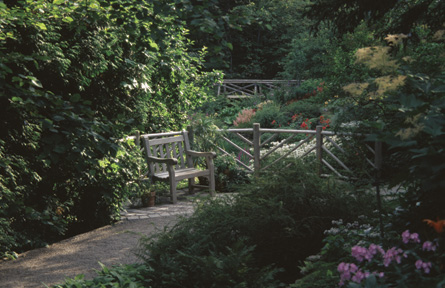
Los Jardines de Métis en Gaspesie, en Quebec.

- Cruceros: ya sea para observar las ballenas, navegar en el río San Lorenzo o descubrir circuitos turísticos en el agua, los cruceros en Quebec son ciertamente numerosos y diversificados  Archivado el 26 de septiembre de 2007 en Wayback Machine..
- Curiosidades naturales: descubra numerosos sitios naturales Archivado el 29 de septiembre de 2007 en Wayback Machine..
- Jardines : el Jardín Botánico de Montreal  Archivado el 29 de septiembre de 2007 en Wayback Machine., el Insectarium  Archivado el 29 de septiembre de 2007 en Wayback Machine. así como los Jardines de Métis  (enlace roto disponible en Internet Archive; véase el historial, la primera versión y la última)., con su Festival Internacional de jardines  (enlace roto disponible en Internet Archive; véase el historial, la primera versión y la última)., en Gaspesie, son solo algunos ejemplos de lugares que visitar.
- Museos: Quebec cuenta con más de 400 museos  Archivado el 29 de septiembre de 2007 en Wayback Machine..
- Parques temáticos: La Ronde  Archivado el 29 de septiembre de 2007 en Wayback Machine., el Viejo Puerto de Montreal  Archivado el 29 de septiembre de 2007 en Wayback Machine., el Viejo Puerto de Quebec  Archivado el 26 de septiembre de 2007 en Wayback Machine., el Pueblo quebequense de antaño  Archivado el 29 de septiembre de 2007 en Wayback Machine., el Zoológico de Granby  Archivado el 29 de septiembre de 2007 en Wayback Machine., etc.
- Patrimonio religioso: El Oratorio Saint-Joseph  Archivado el 29 de septiembre de 2007 en Wayback Machine., La Basílica Notre Dame de Quebec  Archivado el 29 de septiembre de 2007 en Wayback Machine., etc.
- Sitios históricos: les fortificaciones de la Ciudad de Quebec  Archivado el 29 de septiembre de 2007 en Wayback Machine., el Viejo Montreal  Archivado el 29 de septiembre de 2007 en Wayback Machine., etc.

### Rutas y circuitos turísticos
- El Chemin du Roy o Camino del Rey (esta ruta histórica, que data del siglo XVIII, enlaza Quebec y Montreal)  Archivado el 6 de julio de 2007 en Wayback Machine.
- Ruta de la Nueva Francia (ruta de 50 km que une la Ciudad de Quebec y Cap Tourmente, y que ofrece un corto viaje en el tiempo)  (enlace roto disponible en Internet Archive; véase el historial, la primera versión y la última).
- Ruta de las ballenas (Manicouagan y Duplessis)  Archivado el 6 de julio de 2007 en Wayback Machine.
- Ruta de los navegantes  Archivado el 6 de julio de 2007 en Wayback Machine.
- Rutas de los vinos (Cantons-de-l'Est)  Archivado el 29 de septiembre de 2007 en Wayback Machine.
- Ruta del Río (Charlevoix)  Archivado el 6 de julio de 2007 en Wayback Machine.
- Ruta de las fronteras (Bas-Saint-Laurent, fronteras de Nuevo Brunswick y de Maine)  Archivado el 29 de septiembre de 2007 en Wayback Machine.
- Circuito del campesino (Quebec meridional)  Archivado el 13 de julio de 2007 en Wayback Machine.

### Las 4 estaciones
Quebec está caracterizado por sus cuatro estaciones: primavera, verano, otoño e invierno; el paisaje es así cambiante y las actividades, diversificadas. 
- El verano (finales de junio a finales de septiembre): el calor se da cita durante el verano en Quebec y numerosos festivales se presentan durante este periodo, así como otras actividades exteriores.  Archivado el 6 de agosto de 2007 en Wayback Machine.
- El otoño (finales de septiembre a finales de diciembre): las hojas de los árboles cambian de color en Quebec, lo que da un paisaje lleno de color impresionante.  Archivado el 29 de septiembre de 2007 en Wayback Machine.
- El invierno (finales de diciembre a finales de marzo): las nevadas, en invierno, permiten practicar numerosos deportes como el esquí, el snowboard y los toboganes de nieve, pero también la motonieve y los paseos en trineo de perros.  Archivado el 29 de septiembre de 2007 en Wayback Machine.
- La primavera (finales de marzo a finales de junio): la naturaleza se despierta y las cabañas de azúcar de Quebec le abren las puertas.  Archivado el 29 de septiembre de 2007 en Wayback Machine.

### Festivales y eventos
El pueblo quebequense es conocido principalmente por su gusto por la fiesta.citation nécessaire Es por ello que se cuentan cerca de 400 manifestaciones de este tipo cada año en Quebec.  Archivado el 29 de septiembre de 2007 en Wayback Machine.. De las presentaciones deportivas a las manifestaciones culturales, los festivales y eventos de Quebec son variados y atraen a numerosos visitantes de todas partes del mundo. 
Para conocer todos los festivales y eventos de Quebec, haga clic aquí.

#### Manifestaciones culturales
Montreal
- Festival Internacional de Jazz de Montreal: con una variedad de más de 500 conciertos, 350 de los cuales son presentados gratuitamente al aire libre, el Festival de Jazz de Montreal presenta a los mejores embajadores canadienses y extranjeros del jazz (finales de junio a comienzos de julio).
- Festival Juste pour rire: El Festival Juste pour rire de Montreal es el festival de humor más grande del mundo y atrae a más de dos millones de festivaleros cada año (mes de julio).
- Francofolies de Montreal: La manifestación musical más importante de la francofonía, las Francofolies de Montreal reúnen a no menos de 1 000 artistas, vedettes de la canción, músicos y nuevas figuras provenientes de una veintena de países del mundo entero (finales de julio a comienzos de agosto).
- Los Conciertos Loto-Quebec de la OSM en los parques: Estos tres conciertos de la Orquesta Sinfónica de Montreal (OSM) se presentan en los parques de Montreal en una atmósfera familiar (mes de junio y de julio).
- El International de Fuegos Loto-Quebec: El International de Fuegos Loto-Quebec presenta, en el sitio de la Ronde, las compañías pirotécnicas más grandes del mundo. Cada espectáculo tiene una duración de 30 minutos y esta competencia de fuegos artificiales es por demás la más prestigiosa y la más importante a escala mundial (cada miércoles y cada sábado por la noche de finales de junio a finales de julio).

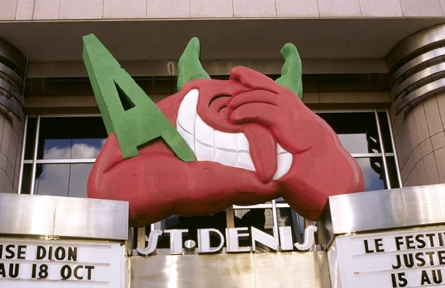
Festival Juste pour rire de Montreal, en Quebec.

- International Flora/El Festival de Jardines de Montreal: International Flora le propone una visita de los más bellos jardines presentados en el sitio (finales de junio a comienzos de septiembre).
- Festival Internacional Nuits d'Afrique: De calibre internacional, el Festival Nuits d'Afrique le propone música de África, de las Antillas y del Caribe, pero también talleres, artesanías, un mercado africano y gastronomía exótica (mes de julio).

Ciudad de Quebec
- Festival de Verano de Quebec: desde hace ya 40 años, el Festival de Verano de Quebec presenta a cientos de artistas del mundo entero en una decena de sitios fácilmente accesibles a pie en el corazón de la capital (comienzos de julio).
- Grandes Fuegos Loto-Quebec: Esta competencia piromusical de nivel internacional se celebrará en el parque de la Catarata Montmorency (finales de julio a comienzos de agosto).
- Plein Art Quebec: El festival Plein Art Quebec reúne a más de 100 artesanos que practican los oficios artesanales quebequenses y muestran sus creaciones en cerámica, textiles, joyería, etc. (comienzos de agosto).
- Las Fiestas de Nueva Francia SAQ: Verdadera celebración de la historia de los primeros europeos en tierra de América, las Fiestas de Nueva Francia ofrecen cada año más de 1 000 presentaciones artísticas de antaño en el corazón del Viejo Quebec (comienzos de agosto).
- Carnaval de Quebec: El carnaval de invierno más grande del mundo (fin de enero hasta mediados de febrero).

Gatineau
- Festival de globos aerostáticos de Gatineau: Uno de los eventos más populares del este de Canadá, el Festival des Globos aerostáticos de Gatineau pone a su disposición todo un cortejo de globos aerostáticos, de espectáculos y de caravanas (comienzos de septiembre).
- Los Grandes Fuegos del Casino du Lac-Leamy: Los Grandes Fuegos del Casino del Lac-Leamy le harán disfrutar una competencia que coronará al vencedor del circuito internacional de espectáculos de arte piromusical sobre el agua (finales de julio a comienzos de agosto).

#### Eventos deportivos
Montreal
- Copa Rogers: Para los amantes del tenis, la Copa Rogers constituye uno de los nueve torneos del circuito Masters, el circuito puntero de la ATP (Association of Tennis Professionals) (comeinzos de agosto).
- La Copa de Presidentes: Prestigioso torneo de golf, la Copa de Presidentes presenta a los mejores jugadores de calibre mundial en el Club de golf Royal Montreal (finales de septiembre).
- Festival del Grand Prix de Canadá en Crescent: En la calle Crescent en Montreal, en el corazón de la ciudad, se desarrolla la fiesta más grande de FI del mundo (comienzos de junio).
- La Feria de la bicicleta de Montreal: Varias actividades ciclistas le esperan durante la Feria de la bicicleta de Montreal, entre las cuales el Tour de la isla de Montreal, es la mayor manifestación de ciclistas en América (finales de mayo a comienzos de junio).

## Galería

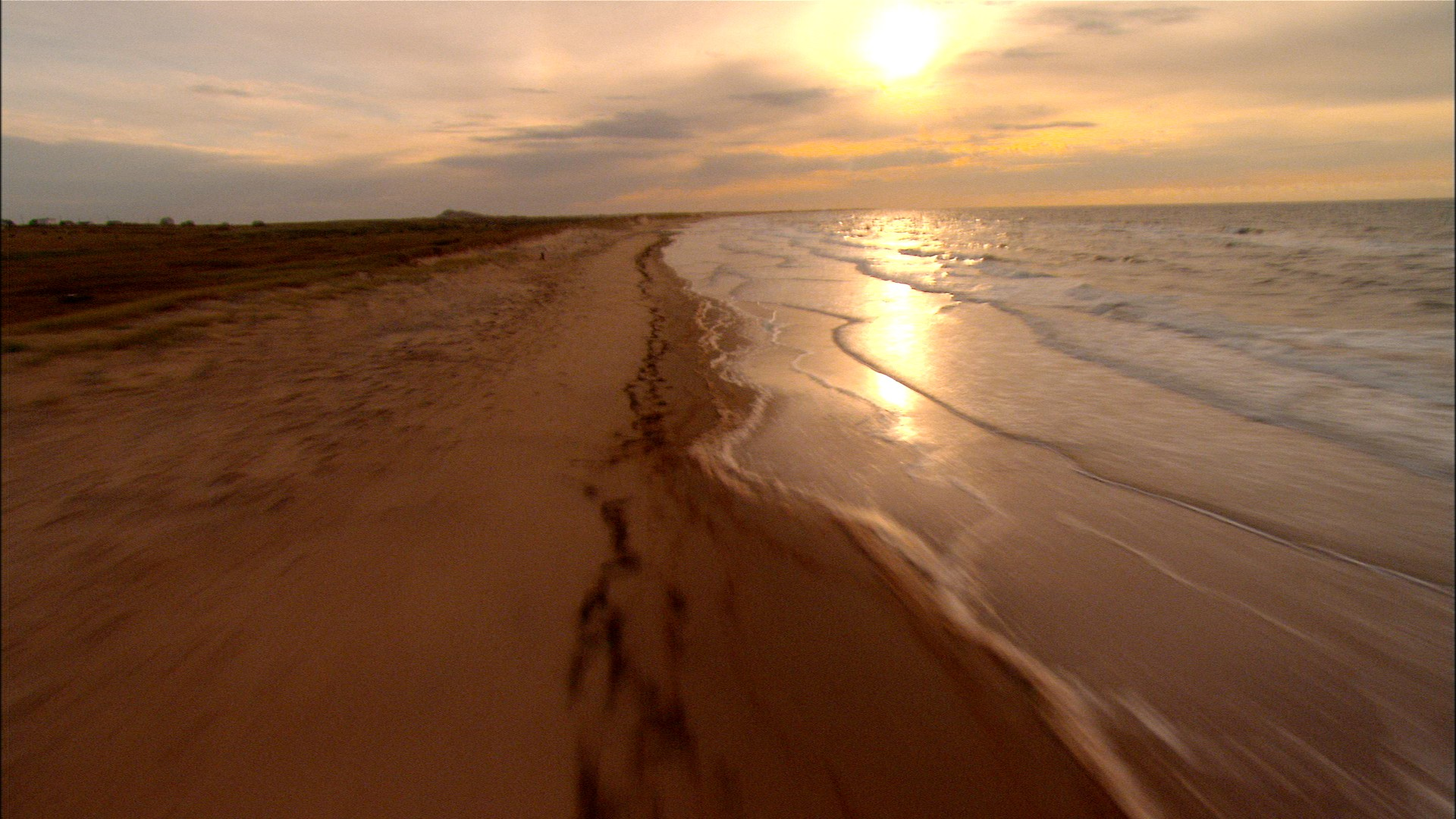
Paysage maritime des Îles-de-la-Madeleine.
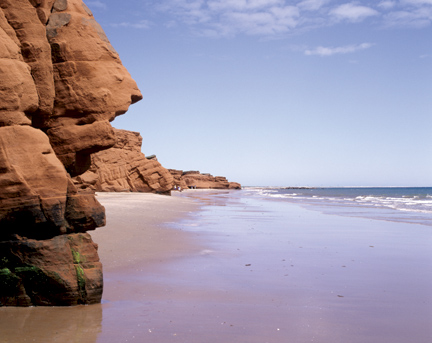
Îles-de-la-Madeleine.
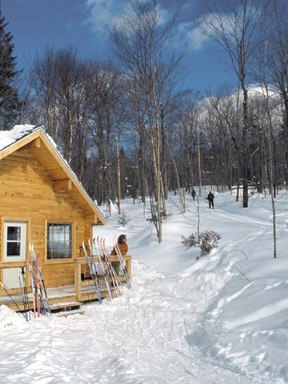
Parc national du Mont-Tremblant, Laurentides.
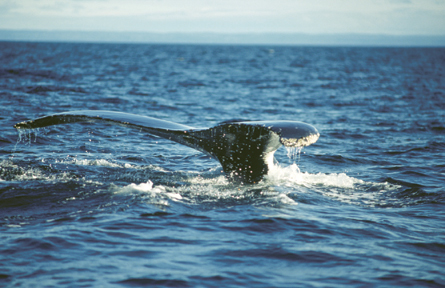
Cola de ballena en el río San Lorenzo, Manicouagan.
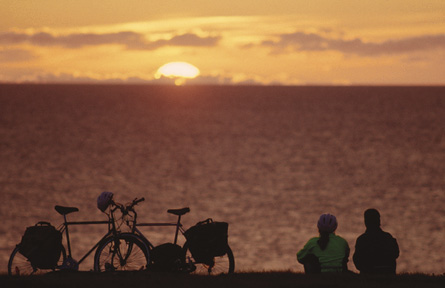
Îles-de-la-Madeleine.
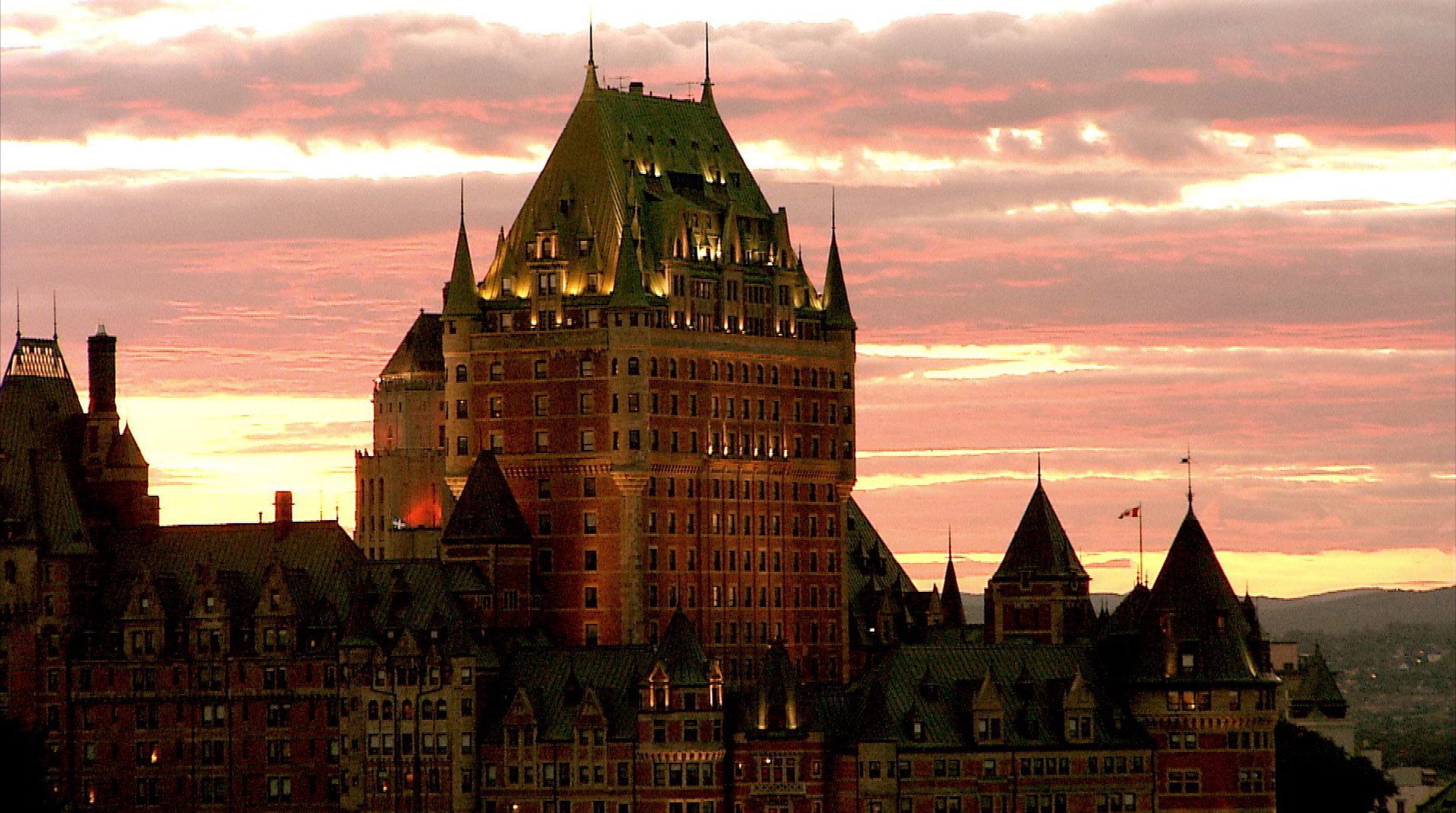
Château Frontenac, Vieux-Québec.
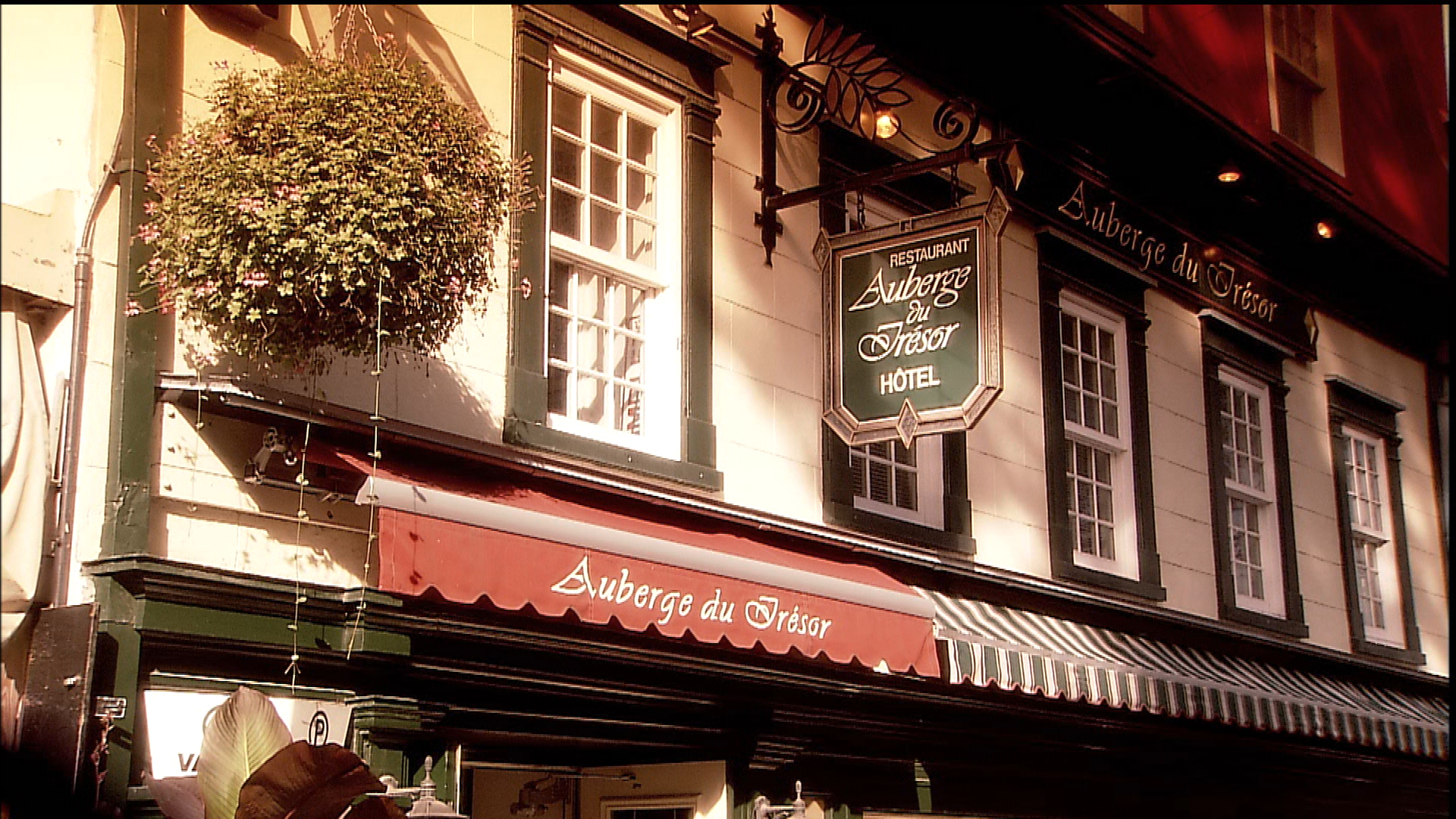
Auberge du Trésor, Québec.
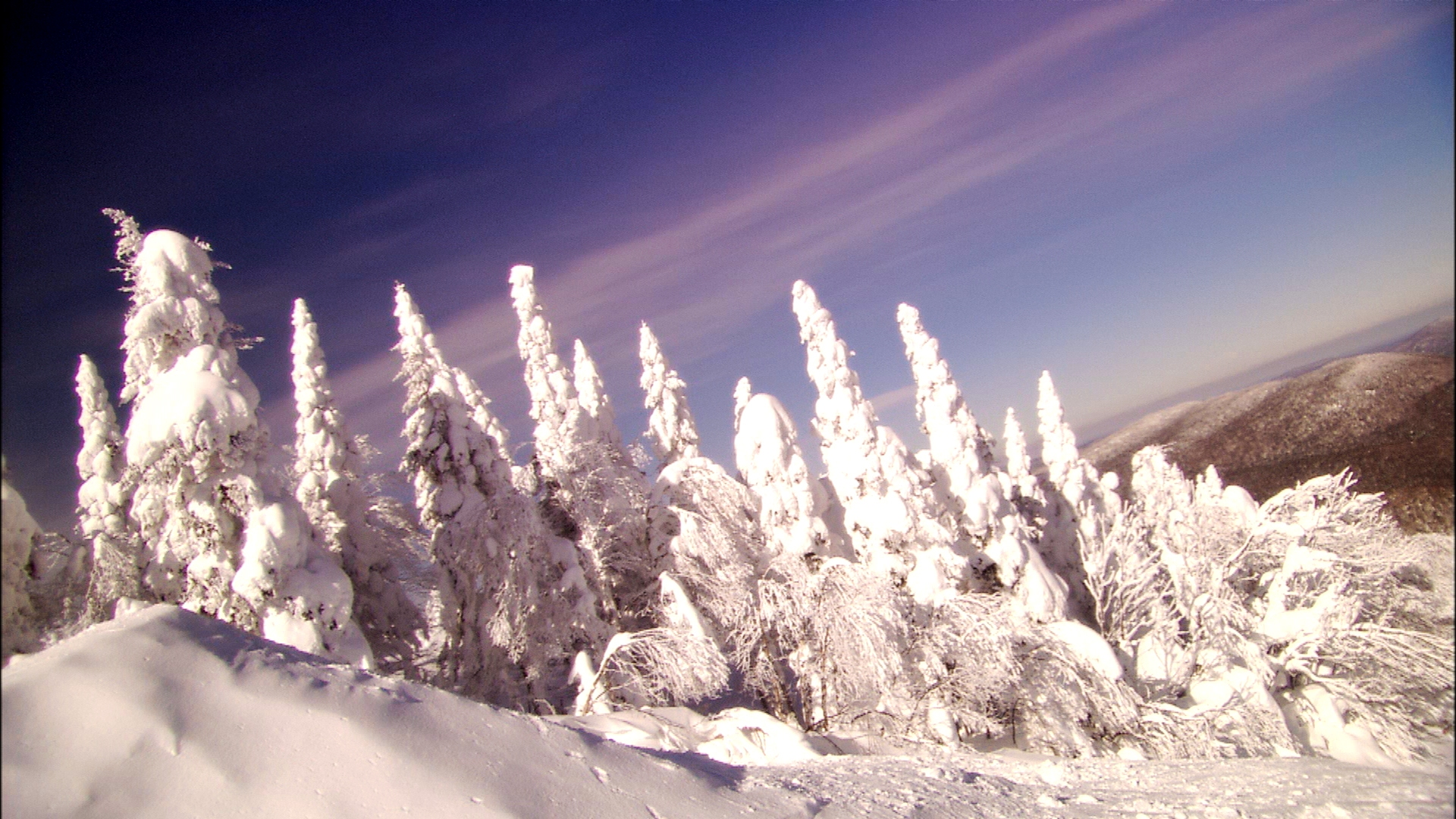
Mont-Tremblant, Laurentides.
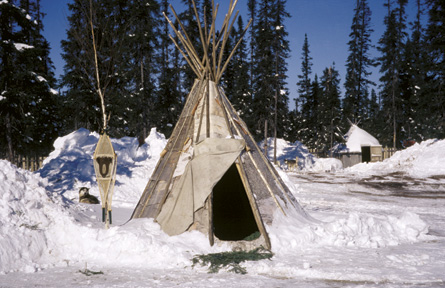
Oujé-Bougoumou, Baie-James.
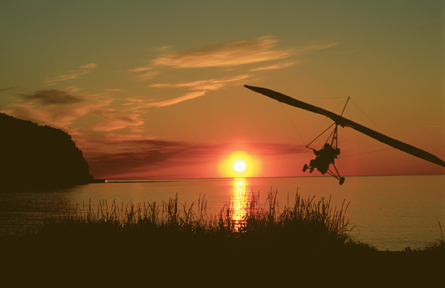
Gaspésie.
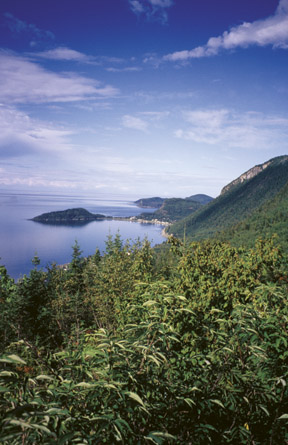
Bas-St-Laurent.
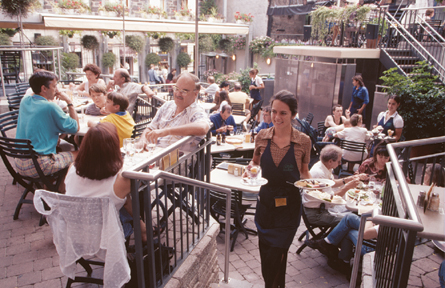
(Le Jardin Nelson), Montréal.

## Gastronomía

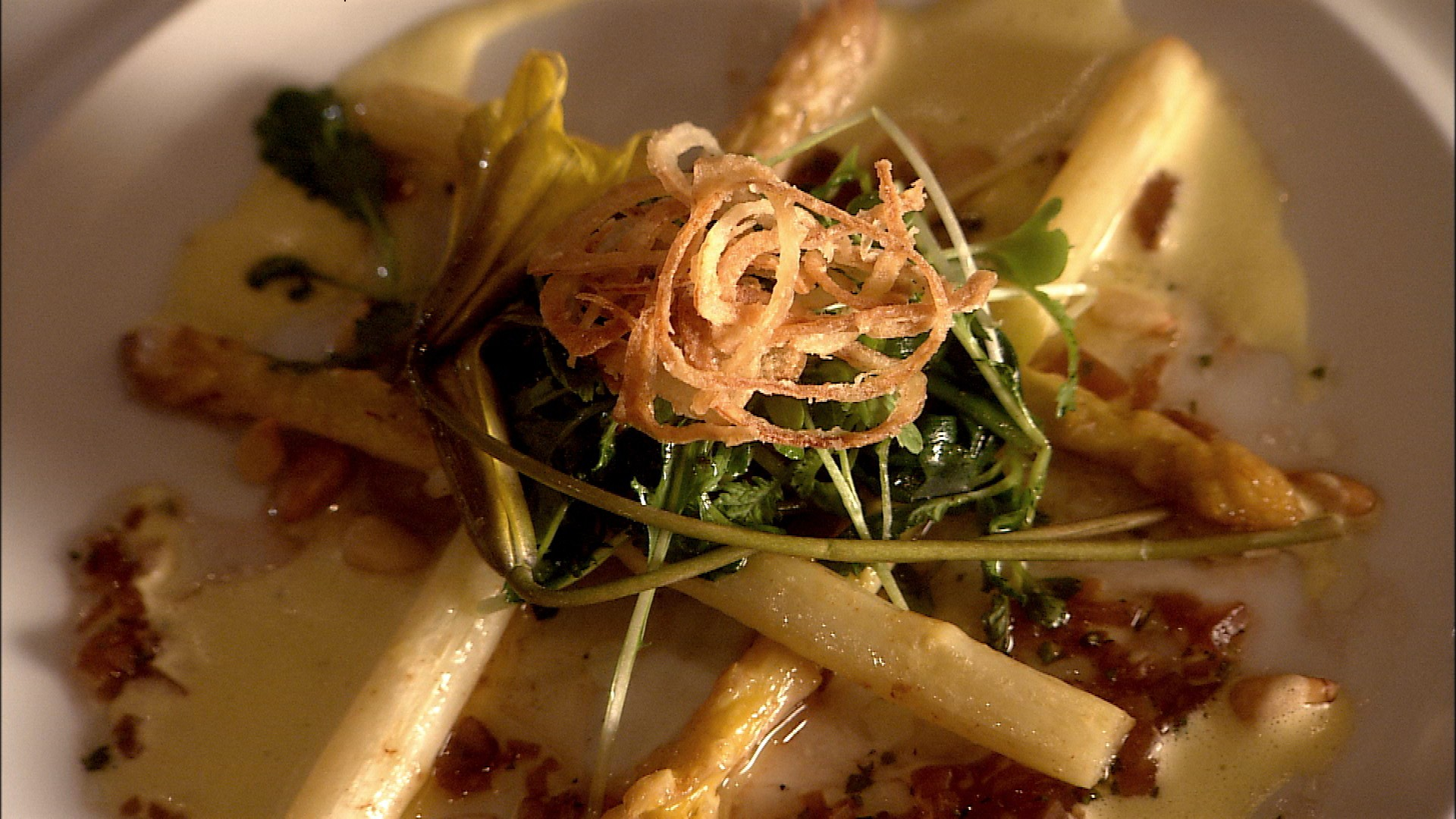
Gastronomía de Quebec.

La gastronomía de Quebec  Archivado el 29 de septiembre de 2007 en Wayback Machine. es rica en sabores, principalmente gracias a una sabia mezcla de influencias diversas. Efectivamente, inspirados por una sólida base culinaria francesa, los placeres de la mesa de Quebec se han enriquecido también por los aportes del pueblo amerindio así como de las diversas comunidades culturales que se han establecido en la provincia. Esta mezcla de culturas culinarias ha moldeado la cocina del Quebec actual. Se utilizan también numerosos productos regionales de calidad. Una visita gastronómica en Quebec sería incompleta sin hacer mención de los productos locales quebequenses como las sidras de hielo, las cervezas artesanales, los vinos, pero también más de 100 variedades de quesos para degustar.
Otra particularidad de Quebec es la cabaña de azúcar  Archivado el 29 de septiembre de 2007 en Wayback Machine., verdadera tradición culinaria y familiar quebequense, donde se degustan productos del arce mientras que se divierte al ritmo del folklore quebequense. Puede hacer una visita en grupo, preferiblemente a comienzos de la primavera, es decir durante marzo y abril. 
Otras especialidades culinarias quebequenses incluyen el pâté chinois, la poutine, la tarta de azúcar, le pouding chômeur, el jarabe de arce, las habas con tocino, la tourtière, les cretons, etc.

## Viajar

### Llegar al Quebec
Pueden utilizarse varios medios de transporte  (enlace roto disponible en Internet Archive; véase el historial, la primera versión y la última). para llegar al Quebec, principalmente el avión, el autobús, el tren y el coche. Efectivamente, Quebec está comunicado por vía aérea con las grandes ciudades del continente así como con las de Europa y Asia. En avión, Montreal se encuentra a solo 70 minutos de vuelo de Nueva York y a menos de 6 horas 45 minutos de Londres o de París. En cuanto a las provincias o estados limítrofes, existen redes ferroviarias o viales fácilmente accesibles. Otros medios de transporte como el barco o la motonieve pueden también ser utilizados por los más aventureros de nosotros. 

### Viajar en Quebec
Quebec posee vastas redes de carretera y aéreas que permiten desplazarse fácilmente de una ciudad a otra. Así, varias posibilidades de transporte se ofrecen a los viajeros: coche, autobús, avión, tren, bicicleta y barco  Archivado el 1 de julio de 2007 en Wayback Machine..